# Kulturpreis der Stadt Bad Kreuznach
Der Kulturpreis der Stadt Bad Kreuznach ist ein Förderpreis der Stadt Bad Kreuznach, der jährlich abwechselnd in den Sparten Musik, bildende Kunst und Literatur vergeben wird. Er ist mit 2.500 Euro dotiert. Die Preisträger werden durch einen Beirat ausgewählt. Vorsitzende des Beirates ist die Kulturdezernentin von Bad Kreuznach. Bis 2009 amtierte Helga Baumann, ihre Nachfolgerin ist seit Dezember 2009 Andrea Manz. Weitere Mitglieder des Beirates sind der Journalist Frank Sydow sowie die Preisträger der vergangenen Jahre.
2013 wurde der Kulturpreis aus Gründen der Haushaltssanierung abgeschafft, es wurde aber im selben Jahr ein mit 500 Euro dotierter Kultursonderpreis vergeben.

## Preisträger
- 1996: Gernot Meyer-Grönhof
- 1997: Musikverein Musikfreunde Winzenheim e.V
- 1998: Rolf A. Burkart[3]
- 1999: Walter Brusius
- 2000: Beate Rux-Voss
- 2001: Sabine Wassermann
- 2002: Frank Leske
- 2003: Miracle Musics
- 2003: Förderpreis als bestes Nachwuchstalent: Ruth Augustin[4]
- 2004: Gabriele B. Harter[5]
- 2005: Gudrun Schuster[6]
- 2006: Helmut Freitag
- 2007: Dichterfrühstück. Literarisches Forum von Gabriele Brassard und Barbara Hennings[7]
- 2008: Ursula Reindell
- 2009: Klaus Evers[8]
- 2010: Randfall Productions. Kreuznacher Amateurtheater.[9]
- 2012: Wolfgang Schömel[10]
- 2013: Kultursonderpreis für Marita Peil und Rudolf Hornberger[11]
- 2013: Kultursonderpreis (dotiert mit 500 Euro) für Norma Lukoschek und Petra Erdtmann[12]
- 2013: Kultursonderpreis für die Jazz-Initiative Bad Kreuznach e.V.[13]
- 2015: Stefan Vinke
- 2016: Das Sprechzimmer – Kunst und Kultur in der historischen Neustadt mit Wolfgang Wobetó und Thomas Donahue.[14]
- 2017: Autorengruppe Eulenfeder[15]
- 2021: Rinaldo Greco[16]
- 2023: Alex Schmeisser